# Wii Bowling Ball

La Wii Bowling Ball, lanzada por CTA Digital el 5 de diciembre de 2013, es un accesorio diseñado específicamente para la consola Wii de Nintendo. Este periférico tiene como objetivo mejorar la experiencia en los juegos de bolos para Wii, proporcionando un mayor realismo a los movimientos y a la jugabilidad, al imitar el manejo de una bola de boliche auténtica.

### Características Técnicas
El dispositivo permite insertar el Wii Remote Controller dentro de una carcasa con forma de bola de boliche. El diseño cuenta con botones exteriores que permiten operar los controles del mando Wii sin tener que sacarlo de la bola. La bola puede abrirse por la mitad mediante un botón de liberación, lo que facilita la inserción del Wii Remote (incluyendo su versión con Wii Motion Plus, si está disponible). Una vez cerrado, el jugador coloca los dedos en tres orificios, como lo haría con una bola de boliche real.
Este periférico viene con una correa de muñeca ajustable que asegura la bola durante el juego, evitando accidentes o que la bola se deslice de las manos del jugador.

### Funcionamiento
Para operar el accesorio, el jugador sigue estos pasos:
1. Presiona el botón de liberación para abrir la bola.
2. Coloca el Wii Remote dentro de la bola.
3. Cierra la bola y asegura los tres orificios con los dedos.
4. Coloca la correa de muñeca de manera segura para evitar que la bola se caiga durante el uso.
Una vez hecho esto, el jugador puede simular los movimientos de un boliche real con mayor precisión y realismo.

### Impacto en el Gameplay
La Wii Bowling Ball replica los movimientos naturales de un jugador de boliche, optimizando la precisión de los lanzamientos y proporcionando una experiencia de juego mucho más inmersiva. Este periférico permite a los jugadores disfrutar de una sensación más auténtica y de un control más detallado durante el juego.
Este tipo de periféricos ha influido en la manera en que los jugadores interactúan con los videojuegos de deportes, ofreciendo una experiencia más realista y satisfactoria en comparación con el uso del mando de Wii estándar.

### Juegos Compatibles
La Wii Bowling Ball es compatible con una serie de juegos de bolos para Wii, entre los que se incluyen:
- Wii Sports – Uno de los juegos más icónicos de la Wii, donde los jugadores pueden disfrutar de una experiencia de boliche realista con este periférico.
- Brunswick Pro Bowling
- Ten Pin Alley 2
- AMF Bowling: World Lanes
- AMF Bowling: Pinbusters!

También es compatible con cualquier otro juego de bolos que utilice el Wii Remote como control principal.

### Contenido del Paquete
El paquete incluye:
- 1 contenedor de bola de bolos Wii Remote con correa de ajuste para la muñeca.
- 6 tapones extraíbles para los dedos, que permiten adaptar el accesorio al tamaño de las manos del jugador.